# Jak-11
Jak-11 (ros. Як-11) – radziecki samolot szkolno-treningowy powstały w biurze konstrukcyjnym Aleksandra Jakowlewa. Była to seryjna wersja prototypu samolotu Jak-3UTI. Samolot produkowany także na licencji w Czechosłowacji pod oznaczeniem C-11 w zakładach Let w Kunovicach.

## Opis konstrukcji
Jak-11 to jednosilnikowy, dwumiejscowy wolnonośny dolnopłat o konstrukcji i poszyciu w większości metalowym, wyposażony w klasyczne podwozie, chowane w locie. Silnik gwiazdowy, śmigło dwułopatowe. Przeznaczony do szkolenia i treningu w akrobacji, nawigacji oraz w lotach bez widoczności ziemi i lotach nocnych.

## Służba

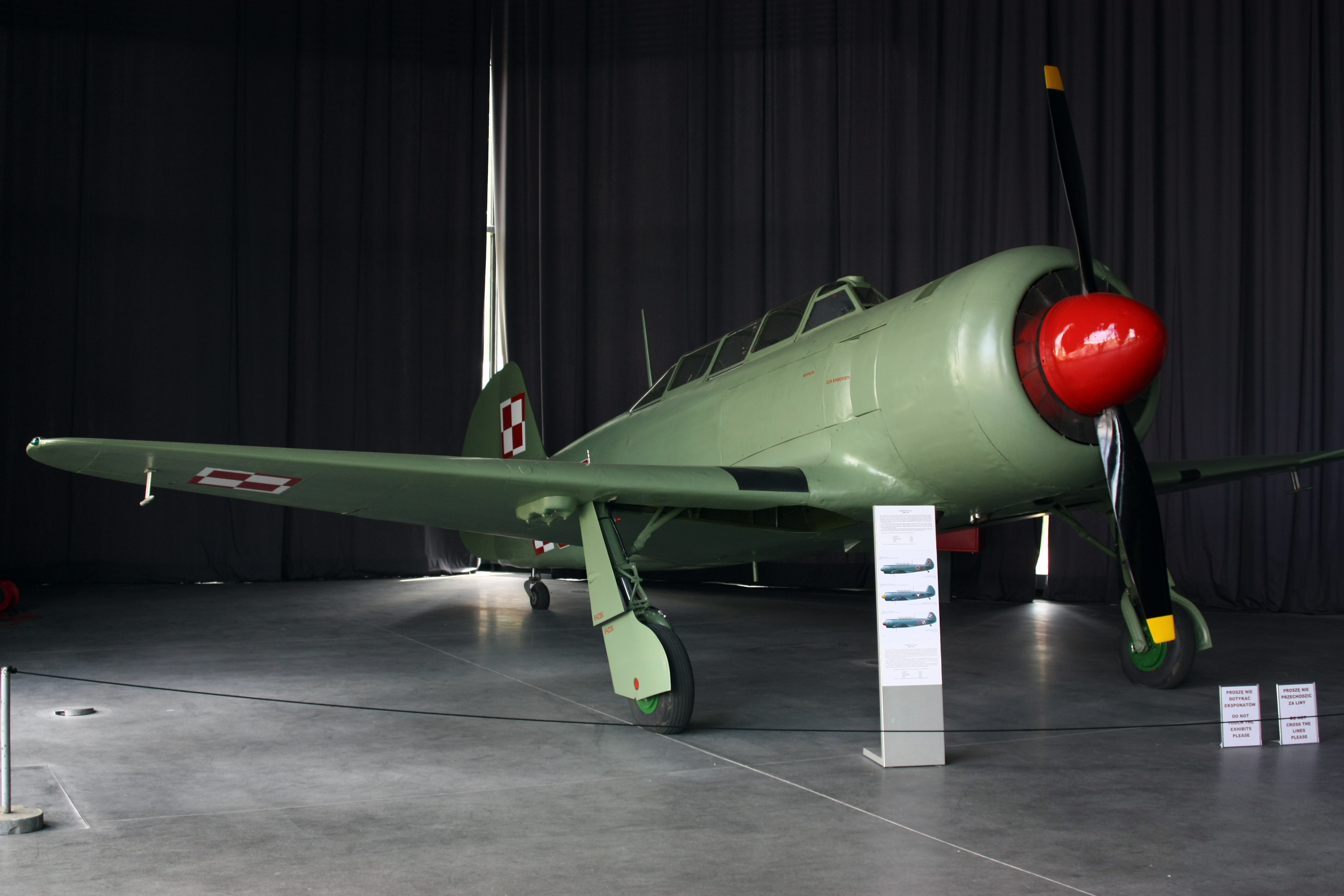
Jakowlew Jak-11 ze zbiorów Muzeum Lotnictwa w Krakowie

Jak-11 pod koniec 1947 roku trafił do pierwszych jednostek szkoleniowych w ZSRR. Był głównie używany jako samolot do szkolenia i treningu pilotów myśliwskich. Służył jako samolot przejściowy z podstawowego samolotu szkoleniowego Jak-18 na docelowe samoloty bojowe. Rozwój napędu odrzutowego spowodował, że Jak-11 szybko „zestarzał” się i został zastąpiony przez samoloty szkolno-treningowe o napędzie odrzutowym, po czym trafił do lotnictwa cywilnego.
Jeden z egzemplarzy C-11 został w latach 80. przebudowany w USA w celu wizualnego upodobnienia do nieprodukowanej odmiany myśliwca Jak-3U z silnikiem gwiazdowym i nazwany Jak-3U R2000. Został wyposażony w silnik Pratt & Whitney R2000 o mocy 1450 KM, co pozwoliło na rozwijanie prędkości 650 km/h. Od 1990 do 2000 roku brał udział w pokazach i wyścigach lotniczych w USA, a w 2018 roku został zakupiony do Polski przez osoby prywatne. 

## Plany Modelarskie
- Plany Modelarskie 98